# Armlock (Kampfsport)
Als Armlock bezeichnet man beim Grappling einen Hebel, der die Gelenke schmerzhaft überdehnt und somit den Gegner zur Aufgabe zwingt.
Er kann somit von Chokes, wie beispielsweise dem Triangle Choke oder dem Rear Naked Choke, unterschieden werden, die die Wirkung dadurch entfalten, dass die Arterien abgedrückt werden und der Gegner innerhalb kürzester Zeit bewusstlos wird.
Nachteile entstehen unter Umständen daraus, dass ein Gegner, der stark unter Adrenalin steht, etwa weil er sehr wütend ist oder weil er Drogen oder Schmerzmittel genommen hat, keinen Schmerz mehr empfindet, so dass diese Hebel dann nur begrenzte Wirkung zeigen.
Unterschieden werden können Armlocks in Schulterheber (Shoulder Locks), die die Schultergelenke überstrecken, und Armhebel (z. B. Armbar).

## Generelles
Einen Armlock zu erreichen, erfordert eine effektive Nutzung der Hebelwirkung des gesamten Körpers. Die Gliedmaßen, wie etwa das Schultergelenk oder der Arm, müssen so isoliert werden, dass kein Verteidigen, etwa mit der anderen Hand oder durch Eindrehen zur Entlastung des Drucks, mehr möglich ist. Daher ist das Ausführen eines Armlocks vom Boden aus einfacher als aus dem Stand, wo der Gegner mehr Möglichkeiten hat, das Gelenk durch Bewegung zu entlasten.
Armlocks sind (mit der oben genannten Ausnahme) effektiv und stellen im Allgemeinen ein relativ geringes Verletzungsrisiko dar, da sie zum einen im Training generell langsam und kontrolliert ausgeführt werden, so dass der Gegner rechtzeitig abklopfen und damit die Aufgabe signalisieren kann. Des Weiteren setzt der Schmerz frühzeitig ein.
Dies ist bei Techniken wie beispielsweise dem Heel Hook anders, wo der Schmerz erst einsetzt, wenn die Bänder der Knie gerissen sind.
In einer Selbstverteidigungssituation können sie dennoch so exzessiv ausgeführt werden, dass es unmittelbar zu größeren Schäden wie gebrochenen Armen oder gerissenen Bändern kommt.

## Armbar

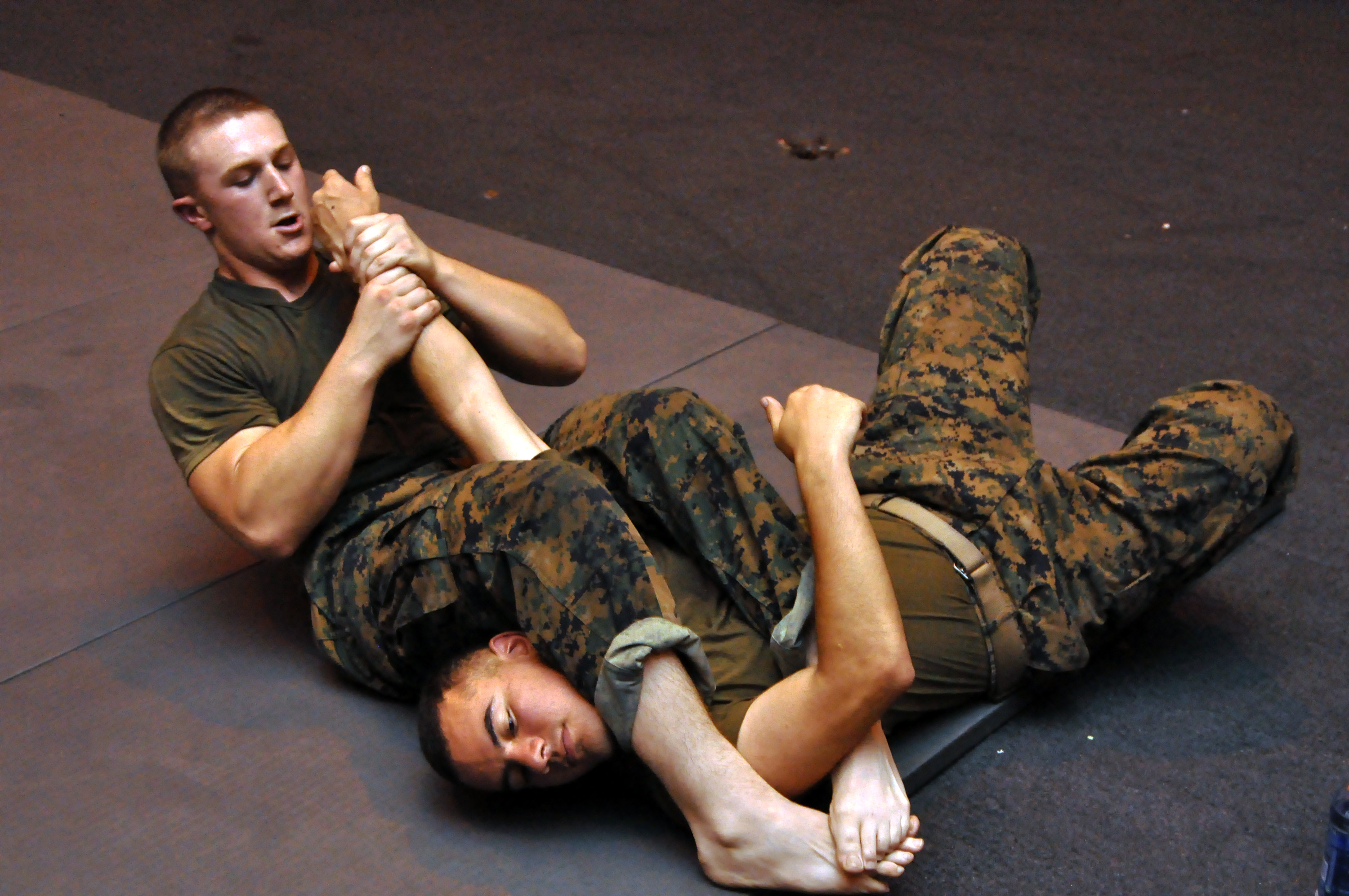
Armbar aus der Mount

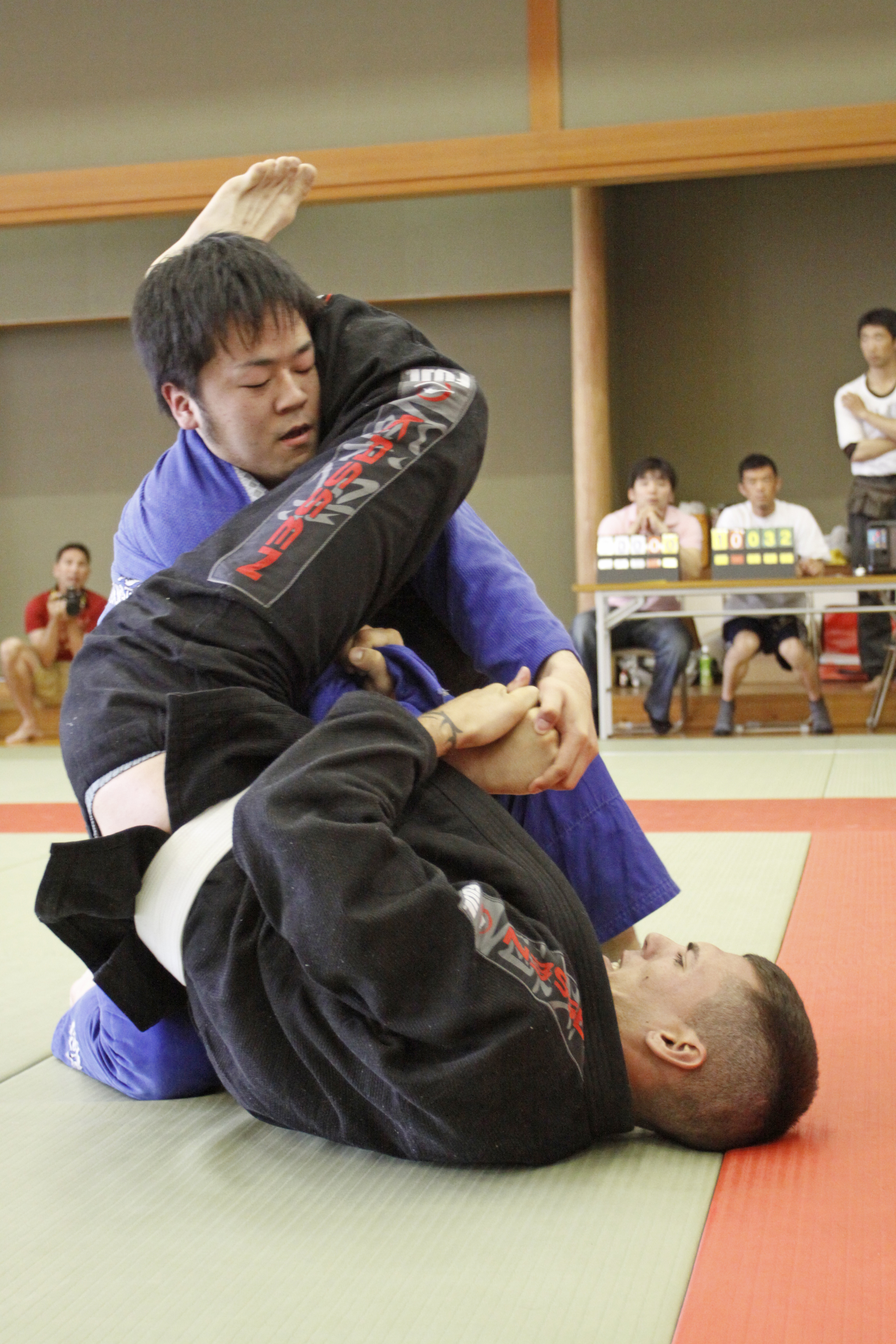
Armbar aus der Guard

Der „jūji-gatame“ (十字固め, ausgeführt als „Ude hishigi juji gatame“), auch bekannt als „armbar“, „cross armbar“ or „straight armbar“, ist eine Kodokan-JudoTechnik. Das englische Wort „bar“ (zu Deutsch „Riegel“) wird genutzt, um den überstreckten Arm gleich einem Riegel zu verdeutlichen. Das japanische Wort „jūji“ (十字) erinnert an die optische Ähnlichkeit zur Zahl 10 (in kanji 十). Das Wort „jūji“ findet sich auch in „jūjika“ (十字架), was so viel wie „Kreuz“ bedeutet (in Deutschland wird der Armhebel daher zuweilen auch als „Kreuzhebel“ bezeichnet).
Der Kampfsportler Eddie Bravo hat eine Abwandlung davon in sein 10. Planet-Jiu Jitsu System integriert. Dort nennt er sie „Spiderweb“ (Spinnennetz), weil ein Entkommen praktisch unmöglich ist.
Der Armbar kann aus verschiedenen Positionen, wie z. B. beim Mount oder Guard, ausgeführt werden.
In der Standardausführung aus dem Mount sichert der Kämpfer den Arm des Gegners am Handgelenk und sperrt ihn, indem er die Knie zusammenpresst.
Um die Submission auszuführen, kreuzt er mit einem Bein den Brustkorb des Gegners. Das zweite Wadenbein legt er über das Gesicht des Gegners, um ihn am Aufstehen oder „herausshrimpen“ zu hindern.
Die Hüften müssen dicht in der Achsel des Gegners sein, der Arm muss zwischen den Schenkeln gesperrt sein. Der Ellenbogen muss so fixiert sein, dass der Gegner nicht durch Verdrehen des Ellenbogens den Druck entlasten kann. Der Daumen des Gegners muss nach oben zeigen, um eine optimale Position zu erreichen. Der Druck kann des Weiteren noch erhöht werden, wenn der Ausführende die Hüften anhebt.
Diese Technik wird bei vielen Grappling-Kampfsportarten, wie beispielsweise Brazilian Jiu-Jitsu, Catch-Wrestling, Judo, Jiu Jitsu, Sambo und MMA verwendet.

### Flying armbar

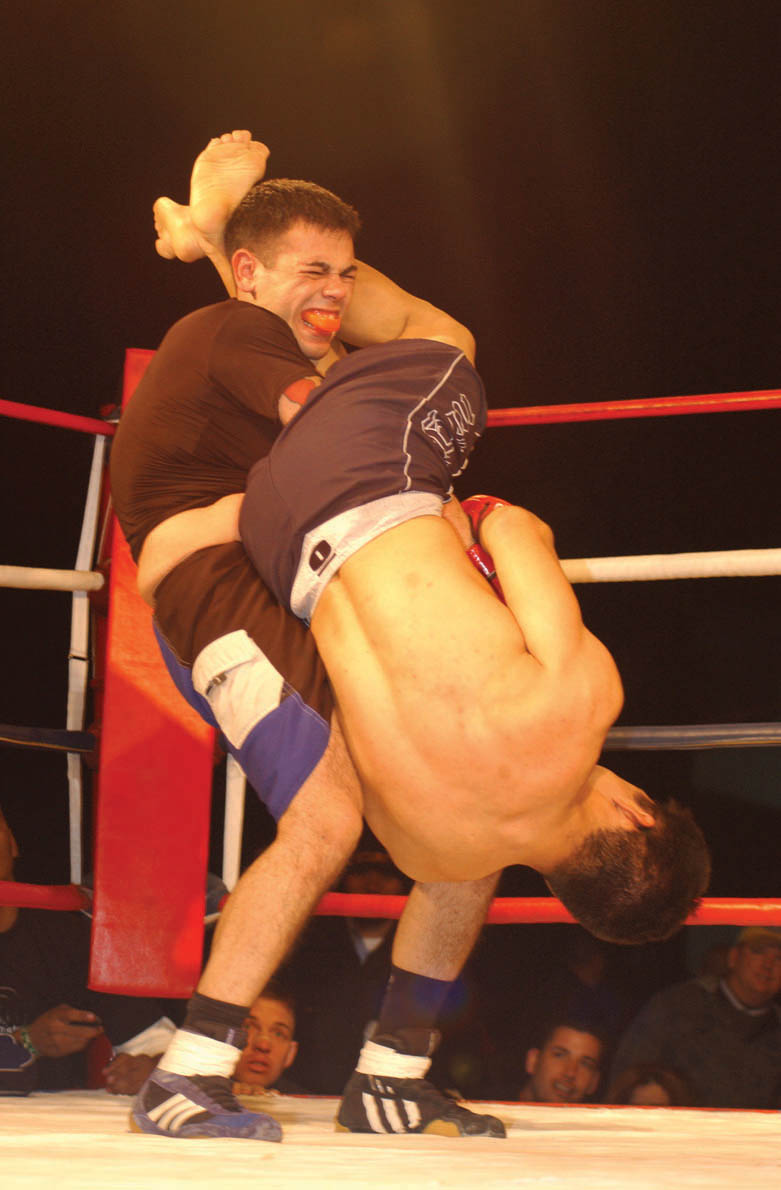
Ein Kämpfer hat einen Flying Armbar angesetzt.

Der „flying armbar“ oder „tobi-jūji-gatame“ (飛び十字固め) ist eine Version des jūji-gatame, welche aus dem Stand ausgeführt wird.
Beim Kampf ohne GI greift der Angreifer hierzu nach dem Nacken des Gegners.
Beim Kampf mit GI kann der Flying Armbar ausgeführt werden, ohne dass der Hals gehalten werden muss.
Während er Nacken sowie Arme des Gegners kontrolliert, schwingt der Ausführende seine Schienbeine gegen den Rumpf des Gegners und lehnt sich zurück in eine typische jūji-gatame Position.
Eine Variation besteht darin, dass statt das Schienbein gegen den Rumpf zu pressen, das untere Bein direkt durch den Platz zwischen Arm und Rumpf geschoben und das Knie an der Achselhöhle des Gegners platziert wird. Dies hat den Vorteil, dass die Hüften des Angreifers näher an der Schulter des Verteidigers platziert sind. Dadurch wird die Ausführung bzw. Beendigung der Submission leichter.
Der Nachteil dieser Modifikation besteht jedoch darin, dass das damit verbundene Verletzungsrisiko aufgrund der erhöhten Höhe des Angreifers über dem Boden und des nahezu vertikalen Überkopfwinkels zum Boden zunimmt.
Ein weiterer Nachteil ist, dass, wenn diese Technik jedoch nicht korrekt ausgeführt wird, der Gegner entkommen und eine vorteilhaftere Position einnehmen kann. Der Flying Armbar gilt als einer der optisch spektakulärsten Armhebel, findet jedoch aufgrund der genannten Nachteile nur verhältnismäßig selten Anwendung.

### Helicopter armbar
Der „Helicopter Armbar“ ist eine etwas andere Version des Armbars, eine Kombination aus Armbar und Tomoe Nage, die auch bei Wrestling, Judo und BJJ verwendet wird. Wenn der Angreifer vor dem Gegner steht, packt er beide Arme und fällt rückwärts, wodurch der Gegner sich nach vorne lehnt. Dann setzt der Angreifer seine Füße auf den Bauch oder die Hüften des Gegners und hebt ihn mit den Füßen an. Beim Sichern eines der gegnerischen Arme wird der Angreifer einen Fuß fallen lassen (gleiche Seite wie der gesicherte Arm). Dies führt dazu, dass der Gegner sich dreht, fällt und mit dem vom Angreifer ausgestreckten Arm landet.

### Sankaku-gatame

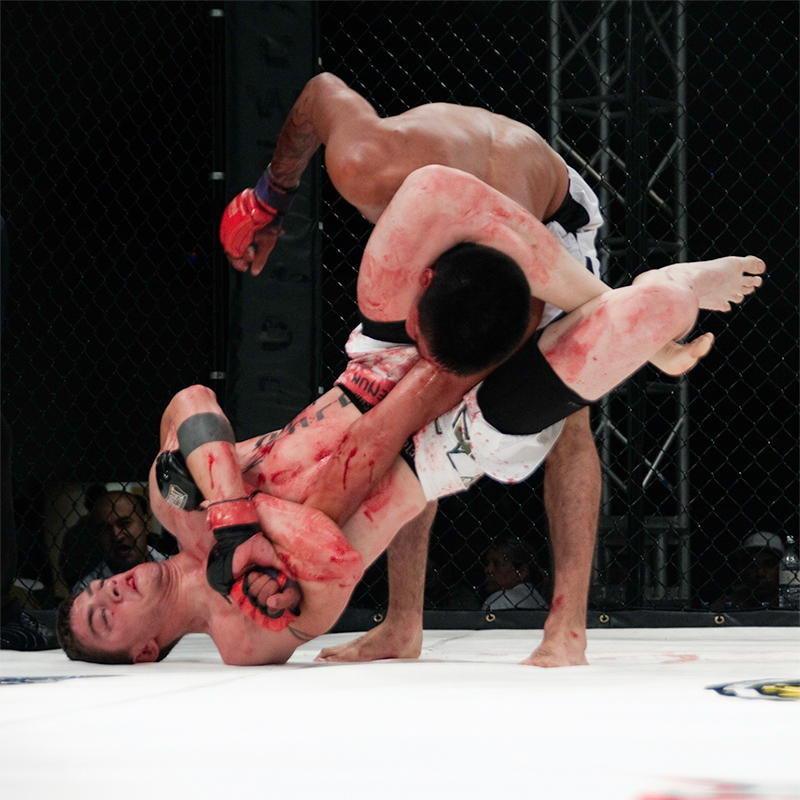
Triangle armbar bei einem Amateur-MMA-Event

Der „sankaku-gatame“ (三角固め) oder „triangle armlock“ ist ein jūji-gatame, der von der „sankaku“ Position (Triangle/Dreieck) aus aufgesetzt wird. Ausgehend vom Judo wird er normalerweise verwendet, wenn das „Shime“ (Würgen) nicht funktioniert. Es handelt sich um eine effektive Wettkampftechnik, da der Arm des Gegners während der Verteidigung des sankaku-jime isoliert wurde und dessen Aufmerksamkeit darauf gerichtet ist, das Würgen zu stoppen.

## Schulterhebel (Shoulder Lock)
Der „Schulterhebel“ (Shoulder Lock) ist eine Technik, bei der der Oberkörper blockiert und das Schultergelenk isoliert vom Oberkörper überstreckt wird.
Die Anwendung wird ausgeführt, indem Druck zwischen dem radialen Knochen und der Schulter ausgeübt wird.

### Top Shoulder Lock/Americana

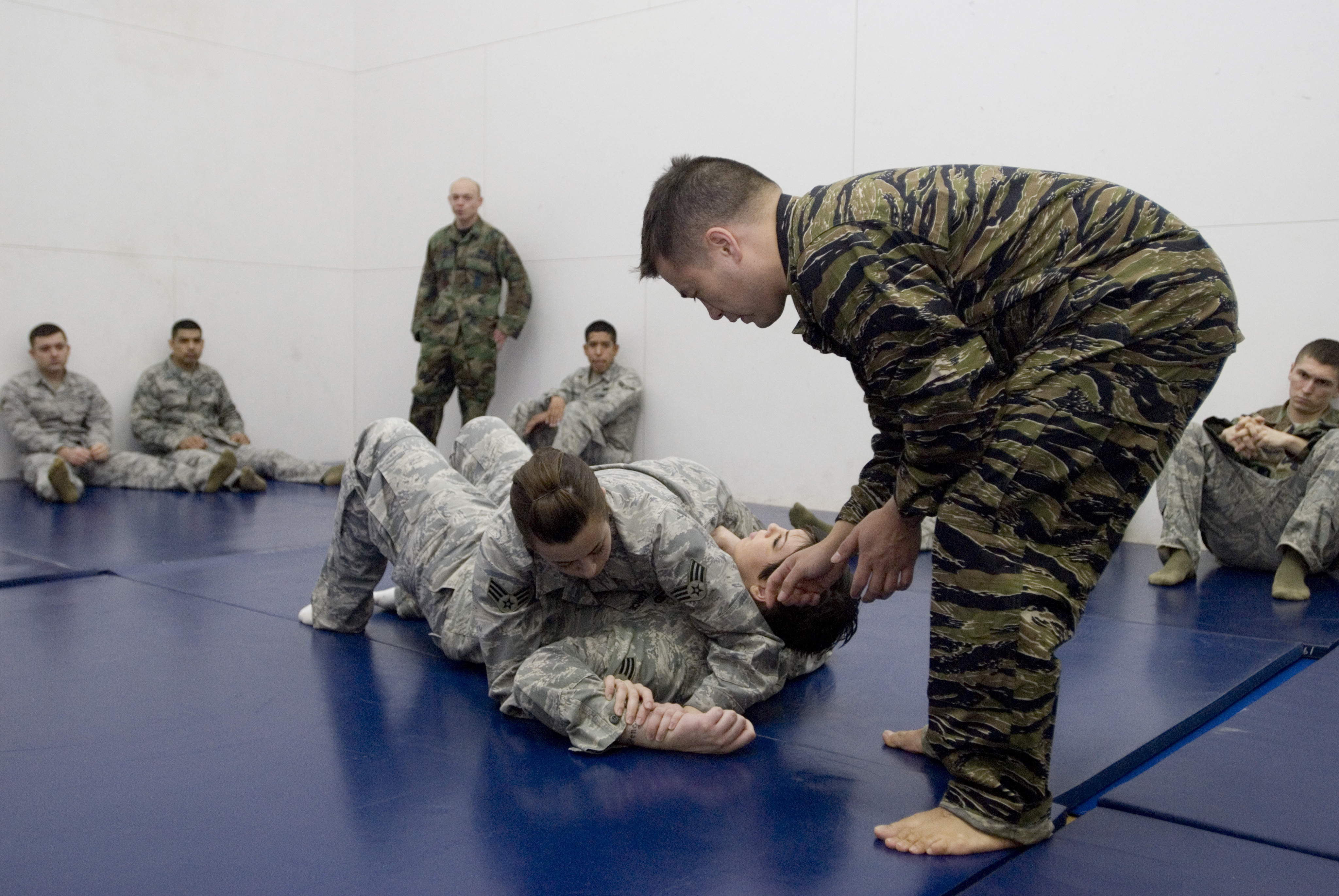
Americana Armlock

Der „top shoulder lock“, (auch bekannt als „figure-four armlock“, „bent armlock“, „americana“, „keylock“, „V1 armlock“, „paintbrush“, oder „ude-garami“) ist eine Armlock-Technik, bei der beide Arme des Angreifers die Schulter, den Ellenbogen und in geringerem Maße auch des Handgelenk des Gegners isolieren und so an Ellenbogen und Schultergelenk eine Überdehnung bewirken.
Die Technik wird im Allgemeinen vom Ausführenden angesetzt, indem er von der entgegengesetzten Seite übergreift, etwa aus der Mount oder der Side Control.
Das bedeutet, um die rechte Hand des Gegners zu greifen, benutzt er seine eigene linke Hand.
Dabei hält er den Arm des Gegners am Handgelenk fest, so dass der Ellbogen auf dem Arm des Gegners liegt, und ein rechter Winkel mit der Handfläche nach oben entsteht. Anschließend fädelt der Angreifer seine entgegengesetzte Hand unter den Bizeps des Gegners und greift nach seinem eigenen Handgelenk. So entsteht die ein sog. Figure-four-Griff, also ein Griff, der aussieht wie die Zahl 4. Je näher das Handgelenk des Gegners hierbei an den Torso gezogen wird, umso besser.
Nun hebt der Kämpfer den eigenen Unterarm an, welchen er unter das Ellenbogengelenk des Gegners geschoben hat, um so die Sehnen des Gegners zu überstrecken.
Von dieser Technik existieren auch zahlreiche Variationen mit ihrer eigenen Nomenklatur, welche beispielsweise abhängig von der Rotationsrichtung der Arme sind. Dies wird durch die die Hinzufügung des Wortes „Reverse“ (rückwärts) deutlich gemacht.

### Double wristlock/Kimura

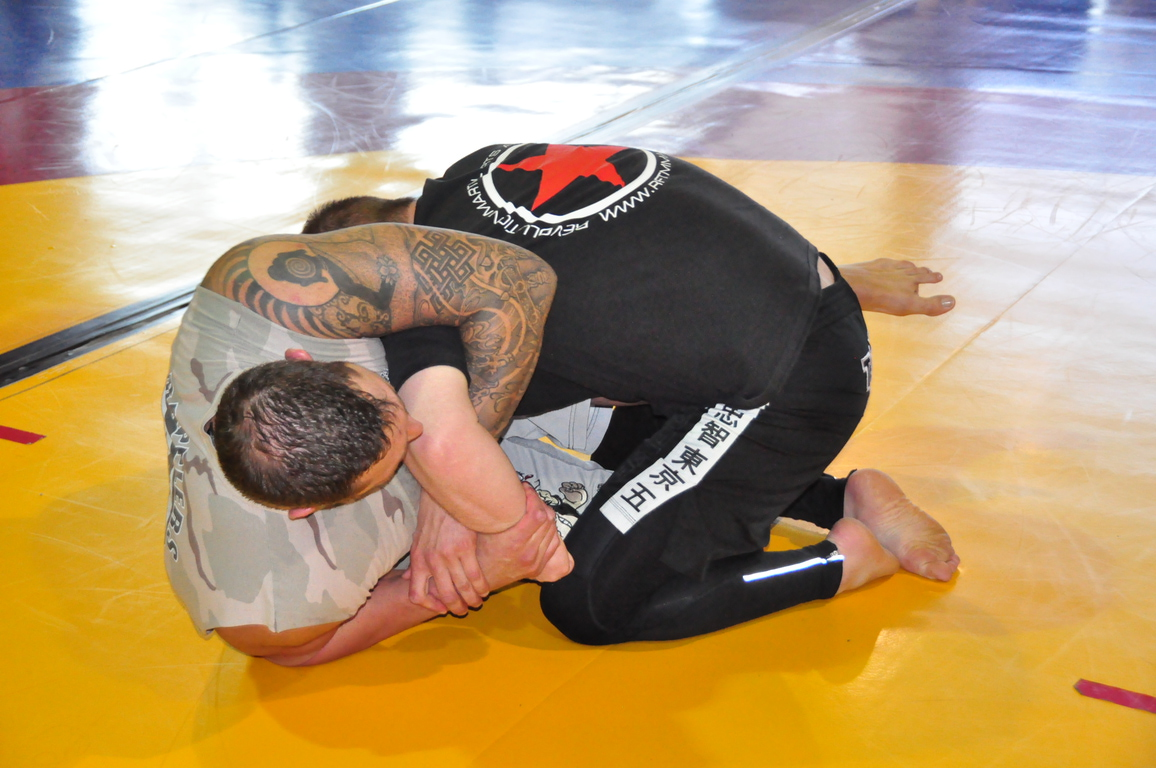
Kimura/Double Wristlock

Der double wristlock wurde unter dem Namen „Kimura“ einer breiten Öffentlichkeit bekannt, nachdem der Judoka und professionelle Wrestler Masahiko Kimura ihn benutzt hatte, um einen der Begründer des brasilianischen Jiu-Jitsu, Hélio Gracie, zu besiegen. Diese Namensgebung gewann im MMA vor allem an Bedeutung, nachdem dessen Sohn Royce Gracie die ersten UFC-Turniere gewonnen und damit im MMA-Sport eine zentrale Rolle eingenommen hatte.
Auch rief UFC-Ansager Bruce Buffer Siege als „durch Tap-out aufgrund einer Kimura“ aus.
Des Weiteren ist der Griff unter den Bezeichnungen „chicken wing“, „reverse keylock“ oder im Judo als „gyaku ude-garami“ (umgekehrte Armverschränkung) oder einfach als „ude-garami“ bekannt.
Die Anwendung ähnelt der Americana, nur dass die Ausführung umgekehrt erfolgt. Sie benötigt etwas Platz hinter dem Gegner, um effektiv zu sein.
Deshalb bietet es sich an, diese Technik aus der Guard auszuführen, während die oben genannte Americana aus der Side Control oder der Mount ausgeführt wird.
Im Gegensatz zur Americana wird das Handgelenk des Gegners mit der Hand auf der gleichen Seite gegriffen, und der gegenüberliegende Arm wird hinter den Arm des Gegners gelegt, man greift wieder das Handgelenk des Angreifers und bildet auch hier einen Figure-Four-Griff. Indem man den Körper des Gegners kontrolliert und den Arm vom Angreifer wegdreht, wird Druck auf das Schultergelenk ausgeübt, und abhängig vom Winkel auch das Ellbogengelenk (in einigen Variationen wird der Arm des Gegners hinter seinen Rücken gebracht, was zu einer Endposition führt) ähnlich dem des unten beschriebenen Hammer Locks.

#### Kontroversen um den „richtigen“ Begriff
Der Profi-Wrestler Terry Funk schrieb an den Stuntman Tony Morelli, dass Wrestling den Griff in den 20er Jahren des letzten Jahrhunderts eingeführt hat und drückte leichte Frustration zum Begriff „Kimura“ aus, der allmählich auch beim Wrestling den Begriff „Double Wristlock“ ersetzt. Er sagte, dass Morelli den Begriff „Kimura“ etabliert hat, indem er ihn während seiner dreißigjährigen Karriere immer wieder verwendet hat.
Ebenfalls benutzte Wichita Eagle den Begriff, um Dick Daviscourts Sieg über „Strongman“ Milo Steinborn zu beschreiben.
Die National Collegiate Athletic Association hielt 1928 in einem Regelbuch fest:

“Attention is called to the fact that if the double wristlock is brought up to a twisting hammerlock, it becomes an illegal hold and must be stopped by the Referee...”

„Zu beachten ist die Tatsache, dass, wenn der Double Wristlock zu einem Twisting Hammerlock gebracht wird, der Kampf aufgrund eines Illegalen Griffs gestoppt werden muss.“

Zu unterscheiden ist der Griff in jedem Fall vom Wrist Lock (Aikidō). Hier beschreibt der Griff das schmerzhafte Umknicken des Handgelenks, welches in Kampfsportarten wie dem Brazilian Jiu Jitsu ebenfalls praktiziert wird, jedoch nur eine untergeordnete Rolle spielt.

### Omoplata (sankaku-garami/ude-garami)

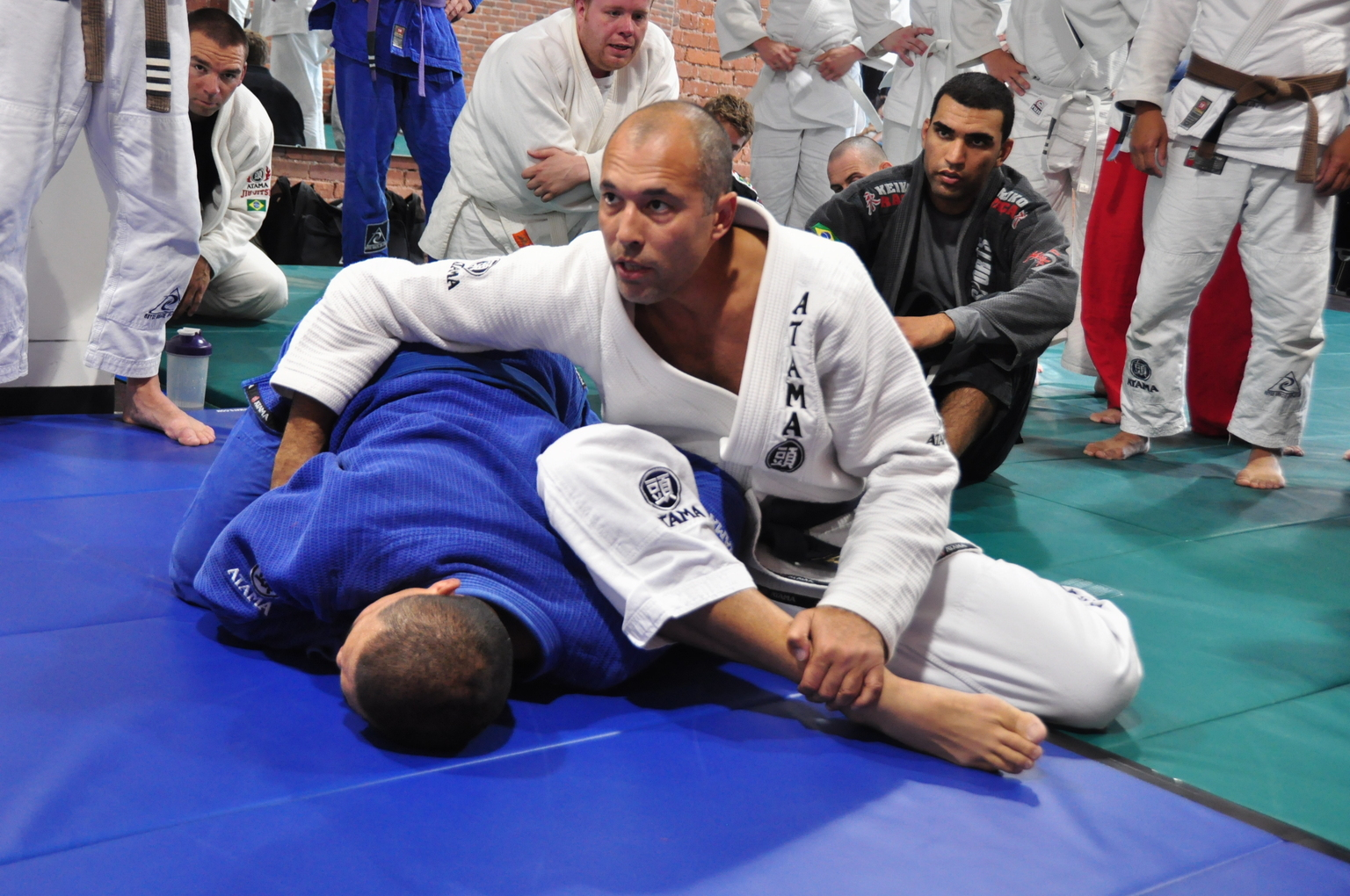
Royce Gracie zeigt die Omoplata.

Die „Omoplata“ (im Judo auch bekannt als „ashi-sankaku-garami“, 三角緘, frei übersetzt in etwa „Dreiecksverwicklung“) und in Wrestling als „coil lock“ („Aufrollhebel“) ist ebenfalls ein bekannter Schulterhebel.
Sie darf nicht mit den namentlich ähnlich klingenden „Locoplatata“, „Gogoplata“ sowie „Baratoplata“ verwechselt werden, welche eigenständige Techniken sind und mit der genannten Omoplata nichts zu tun haben.
Auch nicht verwechselt werden darf die Omoplata mit der bei Eddie Bravo gelehrten „Jiu Claw“. Diese ist eine Vorstufe zur Omoplata, jedoch noch nicht vollends ausgeführt.

Rubber guard flowchart

Die Omoplata wird besonders im Brazilian Jiu Jitsu praktiziert.
Der mechanische Ansatz ist ähnlich dem des Kimura Locks, jedoch wird anstelle des Figure Four-Griffs der Arm mit Hilfe des Beins isoliert und der Druck entweder mit dem Arm oder mit dem eigenen Oberkörper forciert.
Die Omoplata kann aus der Guard oder Rubberguard aufgesetzt werden, indem ein Bein über die Schultern des Gegners gewinkelt wird und der Kämpfer seine Position um etwa 180 Grad dreht.
Indem der Körper des Gegners kontrolliert und sein Arm senkrecht vom Rücken weggeschoben wird, wird die Schulter überdehnt.
Es ist auch möglich, den Druck unter dem Ellenbogen zu erhöhen, indem das Bein unter den Arm gebeugt/verschränkt wird.
Der Gegner kann sich aus dieser Technik befreien, indem er entweder nach vorne rollt oder den Ausführenden seitlich übersteigt, so dass er diesen anschließend in der Side Control kontrolliert.
Um das zu verhindern, kann der Ausführende entweder mit seinem Arm den Rumpf oder ein Bein festhalten, so dass eine Rolle nach vorne bzw. das Übersteigen verhindert werden. Dasselbe kann er auch mit seinem „inneren“ – also körpernahen Bein machen.
Tsunetane Oda, ein Meister des Judo Bodenkampfs, (gestorben 1955) demonstrierte die Technik auf Video.

### Hammerlock

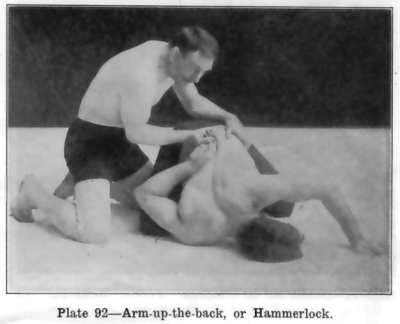
Hammerlock/Polizeigriff auf einer alten Aufnahme

Der „Hammerlock“ ist ein Schulterhebel, ähnlich der Kimura, bei welchem der Arm des Gegners gegen dessen Rücken gedrückt wird. Im deutschsprachigen Raum ist dieser Hebel auch einer breiten Öffentlichkeit als „Polizeigriff“ bekannt.